# Т-21
Т-21 — радянська малосерійних танкетка.

## Історія створення
1929 року почалося проектування декількох танкеток супроводу. Одну з них завод ВАТО виготовив 1930 року. Це була танкетка Т-21.

## Випробування
1930 року вона пройшла випробування. Хоч у неї було багато недоліків, вона перевершувала всі інші танкетки, які були на випробуваннях. Через це вирішили створити покращений зразок танкетки, який наприкінці 1930 року прийняли на озброєння.

## Випуск
Серійне виробництво утворилося на заводі ВАТО. А також трохи на «Більшовику». Шість танкеток було випущено на заводі «Більшовик». Інші були випущені на ВАТО. 1931 року хотіли продовжити їх виробництво. Але через те що на озброєння була прийнята танкетка Т-27, що перевершувала Т-21 за всіма параметрами, виробництво Т-21 припинили.

## Бойове застосування
Всі танкетки надійшли в єдиний танкетний батальйон. 1932 року батальйон розформували, а танкетки відправили в 2-у мехбригаду. 1938 року вони взяли участь у боях на озері Хасан. Чи застосовувалися танкетки у Великій Вітчизняній війні — невідомо. За деякими даними1 танкетки передали у Повітрянодесантні війська.